# Głuchołazy Miasto
Głuchołazy Miasto – przystanek kolejowy w Głuchołazach, w województwie opolskim, w Polsce. Znajduje się tu jeden peron. Niedaleko znajdował się także położony na linii łączącej Głuchołazy z Mikulovicami przystanek Ziegenhals Stadt – jego nazwa była identyczna z ówczesną nazwą przystanku Głuchołazy Miasto.

## Ruch pasażerski
| Rok  | Wymiana pasażerska na dobę |
| ---- | -------------------------- |
| 2017 | 20-49                      |
| 2022 | 10-19                      |